# Раздольное (Оренбургская область)
Раздольное — село в Илекском районе Оренбургской области в составе Студеновского сельсовета.

## География
Находится на правом краю поймы реки Урал на расстоянии примерно 10 километров на северо-запад от районного центра села Илек.

## Климат
Климат резко континентальный. Лето жаркое, знойное с недостаточным увлажнением с частыми и сильными суховеями. Зима холодная с морозами и частыми метелями. В этот период наблюдаются оттепели. Устойчивое залегание снежного покрова 130—140 дней с 25 ноября по 7 апреля. Средняя высота снежного покрова — около 20 см. Среднемесячная температура воздуха в июле составляет около +22 °C , в январе −14 °C. Разница между максимальной (+42 °C) и минимальной (-43 °C) температурой в году достигала 85 °C. Продолжительность безморозного периода 140 дней в году. Последние заморозки в первой-начале второй декады мая. Среднегодовая сумма осадков колеблется от 273 до 363 мм, за теплый период (апрель-октябрь) выпадает 177—215 мм, в том числе за май-июнь — 66-75 мм.

## Население
| 2010 |
| ---- |
| 221  |

Постоянное население составляло 308 человека в 2002 году (русские 85 %), 221 человек в 2010 году.